# Матанзас
Матанзас (шп. Matanzas) је град на Куби у покрајини Матанзас. Према процени из 2011. у граду је живело 140.469 становника.

## Становништво
Према процени, у граду је 2011. године живело 140.469 становника.
| 1991.   | 2011.   |
| ------- | ------- |
| 121.547 | 140.469 |